# Vladimir Nazor
Vladimir Nazor (ur. 30 maja 1876 w Postirze, zm. 19 czerwca 1949 w Zagrzebiu) – chorwacki pisarz i tłumacz.
Był uznawany za przedstawiciela modernizmu. Swoją twórczość opierał na mitach, legendach i podaniach ludowych. W tekstach prozatorskich często odwoływał się do tematyki związanej z życiem codziennym na półwyspie Istria oraz okolicznych wysp. Głosił ideały narodowe i wyzwoleńcze. Podczas II wojny światowej mimo podeszłego wieku przedostał się z Zagrzebia do oddziałów partyzantki Josipa Broza Tity. Później jako pierwszy pełnił funkcję przewodniczącego parlamentu SR Chorwacji.

## Dzieła
- Slavenske legende, 1900
- Pjesma o narodu hrvatskomu. Odjek Marulićevoj proslavi. Naklada Rikarda Katalinića Jeretova, 1902
- Živana, 1902
- Knjiga o kraljevima hrvatskijem, 1904
- Krvava košulja. Uspomene iz doline Raše, 1905
- Krvavi dani. Roman, 1908
- Veli Jože. Istarska priča. Hrvatska knjižnica Matice slovenske. Ilustrirao Saša Šantel, 1908
- Lirika. Izdanje Društva hrvatskih književnika, 1910
- Nove pjesme, 1913
- Istarske priče, 1913
- Mrtvo ostrvo, 1914
- Intima (1913-1914), 1915
- Pjesni ljuvene, 1915
- Utva zlatokrila, 1916
- Medvjed Brundo, 1918
- Stoimena. Priče, 1916
- Pabirci (1892-1917), 1917
- Gospa od Snijega. Zimna priča, 1918
- Lirika I, II, III. Izdanje Branko Vodnik, 1918
- Epika I. Izdanje Branko Vodnik, 1918
- Arkun. Priča iz slavenske prošlosti, 1920
- Niza od koralja, 1922
- Priče iz djetinjstva, 1924
- Pjesme o četiri arhanđela, 1927
- Priče s ostrva, iz grada i sa planine, 1927
- Boškarina. Istarska priča, 1928
- Istarski gradovi, 1930
- Deseterci (1923-1925), 1930
- Šarko. Pričanje jednog psa, 1930
- Pjesme u šikari, iz močvare i nad usjevima (1915-1920), 1931
- Pjesme o bratu Gavanu i seki Siromaštini (1930-1931), 1931
- Topuske elegije, 1933
- O hrvatskom jedanaestercu 1838-1900. Prilog proučavanju srpskohrvatske umjetne metrike, 1935
- Pastir Loda. Zgode i nezgode bračkog fauna. Dio I, 1938
- Dedek Kajbumščak. Novo pričanje o drevnom Krapinskom čovjeku, 1939
- Knjiga pjesama, 1942
- Zagrebačke novele, 1942
- Putopisi, 1942
- Na vrhu jezika i pera, 1942
- Eseji i članci, 1942
- Pjesme partizanke, 1944
- O mlitavcima (na zemlji i u paklu). Govor V. Nazora u Topuskom dne 5. II. 1944. na Kordunu, 1944
- Ilja Muramec dolazi. Govor V. Nazora održan u Glini 10. II. 1944. Skrad na Kordunu, 1944
- S partizanima 1943-1945, 1945
- Govori i članci, 1945
- Ahasver. Opremio Vanja Radauš, 1945
- Partizanka Mara, 1946
- Kurir Loda, 1946
- Legende o drugu Titu, 1946
- U zavičaju, 1949
- Čitajući Kranjčevića, 1950
- Rob. (Nedorađena priča iz god. 1918), 1957.